# Fiji Swimming
Fiji Swimming (kurz FS; deutsch Fidschi Schwimmen) ist der nationale Dachverband für den Schwimmsport in Fidschi mit Sitz in der Hauptstadt Suva. Er ist einer der Sportfachverbände des Sportbundes und NOKs des Landes, der Fiji Association of Sports and National Olympic Committee  (FASANOC). Zu seinen Mitgliedern zählen neben sechs Vereinen, davon vier aus Suva und zwei aus Nadi, auch die Nationale Schulschwimm-Vereinigung (National Schools Swimming Association). Mit ihr zusammen setzt sich der Verband für eine Aufnahme des Schwimmunterrichts in den Lehrplan ein, um die hohe Rate an Todesfällen durch Ertrinken zu vermindern.
Unter dem Namen The Amateur Swimming Association of Fiji (dt. „Der Amateur-Schwimmverband von Fidschi“) wurde der Verband im Jahr 1963, sieben Jahre vor der Unabhängigkeit des Landes, gegründet. Seit 1974 ist er Mitglied im Weltschwimmverband FINA; dessen ozeanischer Kontinentalverband, die Oceania Swimming Association, entstand 1991 mit dem fidschianischen Schwimmverband als Gründungsmitglied. 
Seit 1974 nahmen Sportler des Verbandes an den Commonwealth Games teil, seit 1984 durchgehend an Olympischen Spielen und seit 1998 an Schwimmweltmeisterschaften. Zu den erfolgreichsten Schwimmern gehören Carl Bay, mehrfacher Goldmedaillengewinner bei den South Pacific Games von 1963 im eigenen Land, Justine Macaskill, zweifache Goldmedaillengewinnerin dieser Spiele in den Jahren 1979 und 1981, sowie Sharon Pickering, dreifache Olympiateilnehmerin und mehrfache Medaillengewinnerin der South Pacific Games. Alle drei Schwimmer wurden in die Ruhmeshalle (Hall of Fame) der FASANOC aufgenommen.